# Microeledone
Microeledone is een geslacht van inktvissen uit de familie van Megaleledonidae.

## Soorten
- Microeledone mangoldi Norman, Hochberg & Boucher-Rodoni, 2004